# Kalînivka, Mașivka
Kalînivka (în ucraineană Калинівка) este un sat în comuna Dmîtrivka din raionul Mașivka, regiunea Poltava, Ucraina.

## Demografie
Componența lingvistică a localității Kalînivka
     Ucraineană (97,74%)
     Rusă (2,26%)
Conform recensământului din 2001, majoritatea populației localității Kalînivka era vorbitoare de ucraineană (97,74%), existând în minoritate și vorbitori de rusă (2,26%).